# Occupazione russa dell'oblast' di Cherson
L'occupazione russa dell'oblast' di Cherson (ufficialmente oblast' di Cherson; in russo Херсонская область?, Chersonskaja oblast') è l'occupazione dell'oblast' di Cherson iniziata il 2 marzo del 2022 a seguito della battaglia di Cherson nel contesto dell'invasione russa dell'Ucraina. A seguito dell'occupazione militare, nella regione, il 20 aprile dello stesso anno viene istituita un'"amministrazione civile-militare russa" guidata da Vladimir Sal'do e il colonnello Viktor Bedrik.

## Storia
Poco dopo la caduta della difesa militare ucraina di Cherson, il Ministero della difesa russo ha affermato che erano in corso colloqui tra le forze russe e l'amministrazione della città per quanto riguarda il mantenimento dell'ordine. 
Fu raggiunto un accordo in base al quale la bandiera ucraina sarebbe stata ancora issata in città mentre la Russia istituiva la nuova amministrazione.
Il sindaco Kolychajev ha annunciato nuove condizioni per i residenti della città: i cittadini potevano uscire solo di giorno ed era vietato radunarsi in gruppo. Inoltre, le auto potevano entrare in città solo per fornire cibo e medicine; questi veicoli dovevano guidare a velocità minima ed erano oggetto di perquisizione. I cittadini sono stati avvertiti di non provocare i soldati russi e di obbedire ai comandi impartiti, ma nonostante ciò, nella città sono iniziate proteste di massa contro l'occupazione, proteste represse dalle forze russe.
Nei primi giorni dell’invasione, le forze russe hanno stabilito il controllo e sbloccato il Canale della Crimea settentrionale, annullando di fatto il blocco idrico imposto alla Crimea dall’Ucraina dopo l’annessione russa della penisola nel 2014.
Il 5 marzo 2022 Kolychajev ha affermato che non c'era resistenza armata in città e che le truppe russe erano "abbastanza stabili". Ha richiesto aiuti umanitari, affermando che nella città mancavano elettricità, acqua e medicine. Più tardi quello stesso giorno, circa 2.000 manifestanti hanno marciato nel centro della città. I manifestanti sventolavano bandiere ucraine, cantavano l’inno nazionale e intonavano slogan patriottici. Un video mostrava i soldati russi che sparavano in aria per dissuadere i manifestanti. Circolava anche la voce che le forze russe avessero una lista di attivisti ucraini presenti in città che volevano catturare. Il 9 marzo, lo stato maggiore delle forze armate ucraine ha dichiarato che la Russia aveva arrestato più di 400 persone a Cherson a causa delle proteste in corso.
Il 12 marzo, funzionari ucraini hanno affermato che la Russia stava progettando di organizzare un referendum a Cherson per istituire la Repubblica popolare di Cherson, simile alle Repubbliche popolari di Donec'k e di Luhans'k. Serhij Chlan', vice presidente del Consiglio dell'oblast' di Cherson, ha affermato che l'esercito russo aveva chiamato tutti i membri del consiglio e aveva chiesto loro di collaborare. Ljudmyla Denisova, difensore civico dell'Ucraina, ha affermato che il referendum sarebbe illegale perché "secondo la legge ucraina qualsiasi questione sul territorio può essere risolta solo da un referendum nazionale." Più tardi quello stesso giorno, il Consiglio dell'oblast' di Cherson ha approvato una risoluzione in cui si affermava che il referendum proposto sarebbe stato illegale.
Il 13 marzo, Ukraïns'ka pravda ha riferito che diverse migliaia di persone a Cherson avevano preso parte a una protesta. I soldati russi hanno disperso la protesta con colpi di arma da fuoco, granate stordenti e proiettili di gomma, ferendo diverse persone.
Il 22 marzo, il governo ucraino ha avvertito che Cherson stava affrontando una "catastrofe umanitaria" poiché la città stava finendo le scorte di cibo e medicine e ha accusato la Russia di bloccare l'evacuazione dei civili nel territorio controllato dall'Ucraina. La Russia ha ribattuto dicendo che il suo esercito ha contribuito a fornire aiuti alla popolazione della città. Un giornalista locale ha affermato che c'è stato solo un evento organizzato, in cui ex prigionieri della Crimea sono stati portati lì per agire come gente del posto che accoglieva i russi e accettava la loro assistenza. Secondo diversi media, i residenti denunciano posti di blocco intrusivi, rapimenti e saccheggi di negozi da parte dei russi.
Il 2 maggio 2022, a seguito della decisione dell'amministrazione russa, il rublo diventa la valuta ufficiale nella regione alla pari con la grivnia ucraina. Il 9 maggio, l'amministrazione russa dichiara il russo come lingua ufficiale della regione, alla pari con l'ucraino.
All'inizio di aprile, le bandiere russe iniziarono ad essere esposte nell'oblast' di Cherson.

### Amministrazione civile-militare di Cherson
Il 20 aprile, le autorità militari russe istituiscono l'amministrazione civile-militare di Cherson, formata da l'ex agente del KGB Oleksandr Kobec', e un nuovo amministratore regionale civile-militare, l'ex sindaco Vladimir Sal'do. Il giorno successivo, il procuratore generale dell'Ucraina ha affermato che le truppe russe hanno utilizzato gas lacrimogeni e granate stordenti per disperdere una protesta filo-ucraina in centro della città.
Il 27 aprile l'Assemblea legislativa del Territorio di Krasnojarsk in Siberia ha approvato l'esproprio del grano dalla regione di Cherson. Anche i macchinari agricoli provenienti dalla regione occupata di Cherson furono trasportati in Russia, in particolare in Cecenia. Ljudmila Denisova, commissaria del parlamento ucraino per i diritti umani, paragonò il piano all'Holodomor. Il piano è stato infine messo in atto il 30 maggio, secondo la Russia. Anche i funzionari russi stavano lavorando all'esportazione di semi di girasole. Secondo fonti locali, i soldati russi venivano impiegati come raccoglitori di fragole nell'oblast' di Cherson.
Il 27 aprile, l'aeronautica militare ucraina ha colpito la torre televisiva di Cherson con un missile, costringendo temporaneamente la televisione russa a non trasmettere.
A testimonianza di una prevista separazione dall'Ucraina, il 28 aprile la nuova amministrazione civile-militare ha annunciato che a partire da maggio la valuta della regione sarebbe passata dalla grivna ucraina al rublo russo. Inoltre, citando rapporti anonimi secondo cui presunta discriminazione contro i russofoni, il suo vice capo, Kirill Stremousov, ha affermato che “reintegrare la regione di Cherson nell’Ucraina nazista è fuori questione”. Il 29 aprile, Sal'do ha dichiarato che le lingue ufficiali dell'oblast' di Cherson sarebbero state sia l'ucraino che il russo e che la Banca dei regolamenti internazionali dell'Ossezia del Sud avrebbe presto aperto 200 filiali nell'oblast' di Cherson. Il 1º maggio è stato adottato un piano quadrimestrale per il passaggio completo al rublo. Allo stesso tempo, la grivna ucraina sarebbe rimasta la valuta corrente insieme al rublo per quattro mesi. Il 7 maggio fu adottato un nuovo stemma, basato sullo stemma di Cherson dell'Impero russo del 1803.
Il 9 maggio si è svolto il Reggimento Immortale nella città di Cherson, per celebrare il Giorno della Vittoria. Furono sventolate bandiere della vittoria dell'era sovietica e stendardi rossi.
L'11 maggio 2022, Kirill Stremousov ha annunciato di essere pronto a inviare al presidente Vladimir Putin una richiesta affinché l'oblast' di Cherson si riferisca direttamente all'adesione alla Federazione Russa senza alcun referendum o creazione di una "Repubblica popolare di Cherson" indipendente prima dell'adesione. Commentando queste dichiarazioni, l'addetto stampa di Putin Dmitrij Peskov ha affermato che la questione dovrebbe essere decisa dagli abitanti della regione e che "queste decisioni fatali devono avere un contesto giuridico assolutamente chiaro, una giustificazione legale, essere assolutamente legittime, come è avvenuto con la Crimea".
Il 3 giugno, l'Unione Europea ha dichiarato che non avrebbe riconosciuto alcun passaporto russo rilasciato a cittadini ucraini nelle regioni di Cherson e Zaporižžja. L'11 giugno, secondo i funzionari locali, i primi passaporti russi sono stati consegnati ai cittadini di Cherson e della regione di Zaporižžja, compresi funzionari locali come Vladimir Sal'do.
Nel luglio del 2022, le autorità occupazioniste hanno dichiarato di indire a settembre un referendum per l'indipendenza della regione dall'Ucraina. 
Il 10 luglio, Iryna Vereščuk, il vice primo ministro ucraino, ha esortato i civili nella regione di Cherson a evacuare in vista di una futura controffensiva ucraina. Il 27 luglio 2022 una sezione del ponte stradale di Antonivka è stata resa inutilizzabile dagli attacchi ucraini. La controffensiva ucraina iniziata ufficialmente il 29 agosto 2022 ha guadagnato terreno e liberato villaggi nella parte settentrionale dell'oblast' di Cherson e nella parte meridionale dell'oblast' di Mykolaïv in modo graduale durante settembre.

### Referendum d'annessione e soggetto federale russo
Il 29 settembre 2022, Vladimir Putin firma un ordine esecutivo sul riconoscimento della regione di Cherson come stato indipendente che aderisce alla federazione russa. Il 30 settembre 2022, la Russia ha dichiarato che avrebbe annesso quattro oblast' ucraini, incluso quello di Cherson. L’annessione non è stata riconosciuta dalla comunità internazionale, ad eccezione della Corea del Nord e della Siria. L'Assemblea generale delle Nazioni Unite ha approvato una risoluzione che invita i paesi a non riconoscere ciò che ha descritto come un "tentativo di annessione illegale" e ha chiesto che la Russia "si ritiri immediatamente, completamente e incondizionatamente".
All'inizio di ottobre 2022, le linee difensive russe nelle parti settentrionali dell’oblast' sono crollate e l’Ucraina ha riconquistato con successo circa 1.200 km2 di territorio. Il 12 novembre 2022, le forze ucraine hanno ripreso la città di Cherson.
Il vice capo dell'amministrazione militare-civile Kirill Stremousov è morto in un incidente stradale vicino a Heničes'k il 9 novembre 2022.
In seguito alla perdita di Cherson nel novembre 2022, le forze di occupazione russe hanno spostato il loro centro amministrativo temporaneo a Heničes'k.
Dopo la denuncia di scomparsa da parte di Pavel Gubarev, il 16 novembre 2022 i media russi hanno riferito che Ekaterina Gubareva, un'altra vice capo dell'amministrazione, era stata arrestata dalla polizia russa in relazione a un caso di corruzione riguardante appropriazione indebita di fondi pubblici e sospesa dal suo incarico attuale. Pavel Gubarev annunciò successivamente, il 18 novembre, che Gubareva era stata rilasciata, senza fornire ulteriori dettagli.

#### Distruzione della diga di Kachovka
Nel giugno 2023, la diga di Kachovka, che era sotto controllo russo, ha subito una breccia, allagando vaste aree di terreno lungo il fiume Dnepr. Molti esperti hanno concluso che probabilmente le forze russe hanno fatto saltare in aria un segmento della diga.
Si prevede che le conseguenze della distruzione della diga diventeranno un disastro ambientale a lungo termine. Secondo un funzionario regionale, il bilancio delle vittime delle inondazioni aggiornato al 17 giugno aveva raggiunto 29 persone nelle parti dell'oblast' occupate dai russi. Il 18 giugno, le Nazioni Unite hanno condannato la Russia per aver rifiutato di consentire l'accesso umanitario alle aree occupate colpite dalle inondazioni, con la coordinatrice umanitaria delle Nazioni Unite per l'Ucraina Denise Brown che ha affermato: "Esortiamo le autorità russe ad agire in conformità con i loro obblighi ai sensi del diritto umanitario internazionale ." Le autorità russe hanno affermato che la loro decisione è stata motivata da "preoccupazioni di sicurezza" non specificate.

## Amministrazione

### Composizione
Il governatore e il primo ministro sono responsabili dell'amministrazione, che comprende:
| Nome              | Posizione                                               |
| ----------------- | ------------------------------------------------------- |
| Vladmir Sal'do    | Governatore                                             |
| Vladimir Bespalov | Vice governatore                                        |
| Tat'jana Kuzmič   | Vice governatore                                        |
| Andrej Alekseenko | Primo ministro                                          |
| Vitalij Buljuk    | Primo Vice Primo Ministro delle Finanze e dell'Economia |
| Sergej Čerevko    | Vice Primo Ministro per le Politiche Sociali            |

### Suddivisioni amministrative
Il 5 agosto 2022, l'amministrazione dell'occupazione è passata all'utilizzo delle vecchie divisioni (Rajon) pre-2020 dell'oblast' di Cherson stabilite nell'URSS invece dei cinque moderni. Il 17 giugno furono aggiunti i distretti di Cherson e Nova Kachovka. Il 21 settembre, le aree occupate dell'oblast' di Mykolaiv sono state incorporate nell'amministrazione di Cherson come due nuovi distretti municipali: il distretto di Snihurivka - un altro raion abolito nel 2020 - e il cosiddetto "distretto di Aleksandrovsky" senza alcuna base storica apparente, centrato nel villaggio di Oleksandrivka nell'oblast' di Mykolaiv.
I distretti sono:
1. Olešky
2. Bilozerka
3. Beryslav
4. Velyka Oleksandrivka
5. Velyka Lepetycha
6. Verchnij Rohačyk
7. Vysokopillja
8. Heničes'k
9. Hola Prystan'
10. Hornostaïvka
11. Ivanivka
12. Kalančak
13. Kachovka
14. Nyžni Sirohozy
15. Novovoroncovka
16. Novotroïc'ke
17. Skadovs'k
18. Čaplynka
19. Cherson
20. Nova Kachovka
21. Snihurivka
22. Oleksandrivka